# (30994) 1995 UE2
(30994) 1995 UE2 est un astéroïde de la ceinture principale d'astéroïdes découvert en 1995.

## Description
(30994) 1995 UE2 a été découvert le 24 octobre 1995 à Sudbury, dans le Massachusetts, aux Etats-Unis, par Dennis di Cicco.

### Caractéristiques orbitales
L'orbite de cet astéroïde est caractérisée par un demi-grand axe de 3,15 ua, un périhélie de 2,50 ua, une excentricité de 0,20 et une inclinaison de 2,75° par rapport à l'écliptique. Du fait de ces caractéristiques, à savoir un demi-grand axe compris entre 2 et 3,2 ua et un périhélie supérieur à 1,666 ua, il est classé, selon la JPL Small-Body Database, comme objet de la ceinture principale d'astéroïdes.

### Caractéristiques physiques
(30994) 1995 UE2 a une magnitude absolue (H) de 14,1 et un albédo estimé à 0,063.